# Ogre Battle
«Ogre Battle» (укр. «Битва велетнів») — пісня британського рок-гурту «Queen» з їхнього другого студійного альбому «Queen II». Написана вокалістом гурту Фредді Мерк'юрі, пісня є «найважчою» в альбомі.

## Історія
Пісня була написана у 1972 році, але Фредді Мерк'юрі не хотів її записувати, до тих пір поки у гурту не з'явилося більше студійного часу, щоб реалізувати свої ідеї (тоді ж Браяном Меєм була написана подібна пісня-«хіт» «White Queen (As It Began)»). У зв'язку з цим, деякі елементи пісні були зіграні гуртом на концертах ще до її запису.
Пісня має кілька повторюваних частин. Крики видавав Мерк'юрі, а найвищі голоси співав Роджер Тейлор наприкінці приспіву. Браян Мей наслідував бойовий шум своєю гітарою «Red Special», яка, поряд із ударними Тейлора, призводила до незвичної на той час швидкості мелодії. На прохання Мерк'юрі продюсер Рой Томас Бейкер використав деякі прогресивні рок-рішення, такі як негайне протиставлення реверс-гітари оригіналу у вступі та сильне відлуння гонгу. Це одна з пісень альбому, яка не закінчується остаточно, вона переплітається з наступною піснею — «The Fairy Feller's Master-Stroke».
Існує версія пісні, записана 3 грудня 1973 року в радіостудії «BBC», яка вийшла в альбомі «At the Beeb» 1989 року. Вона була на десять секунд коротше, ніж оригінал, це версія зазнала суттєвих змін, вся композиція стала «жорсткішою», зник півхвилинний вступ, як це було в оригінальній версії, і вона отримала іншу обробку. Загалом, це був своєрідний концертний запис, що найбільше відчувалося в вокалі: поки у записі «BBC» Тейлор співає високі партії, Мей співає низькі партії, а Мерк'юрі співає головний вокал, тоді як в студійній версії всі вокали виконав Мерк'юрі.
Пісня також увійшла до відео «Live at the Rainbow '74», яке записали під час концерту від 20 листопада 1974 року в театрі «Rainbow» і яке вийшло 1992 року як частина подарункового бокс-сету «Box of Tricks».

## Створення
У 1998 році у в одному з інтерв'ю гітарист гурту Браян Мей розповів, як створювалася пісня:
«Фредді написав пісню „Ogre Battle“, а також музику для неї з дуже важкими гітарними рифами. Дивно, що він вирішив зробити це. Коли Фредді брав в руки гітару, у нього спостерігався гарячковий прилив енергії. З боку це виглядало так, ніби дуже нервова тварина грає на гітарі. Фредді був дуже нетерплячою людиною, це відбивалося на його грі. Його техніка гри на гітарі не була високою, але вся мелодія була у нього в голові. Ми відчували, що вона рветься вийти назовні. Його права рука з шаленою швидкістю вдаряла по струнах. Фредді записав багато матеріалу на гітарі. Частину з нього я навіть уявити собі не міг. Таким чином, Фредді змусив мене шукати способи вилучення незвичайних звуків на гітарі. Це було по-справжньому чудово»
Оригінальний текст (англ.)
[«Freddie also wrote „Ogre Battle“ which is a very heavy metal guitar riff. It's strange that he should have done that. But when Freddie used to pick up a guitar he'd have a great frenetic energy. It was kind of like a very nervy animal playing the guitar. He was a very impatient person and was very impatient with his own technique. He did not have a great technical ability on the guitar but had it in his head. And you could feel this stuff bursting to get out. His right hand would move incredibly fast. He wrote a lot of good stuff for the guitar. A lot of it was stuff which I would not have thought of, because it would be in weird keys. So he forced me into finding ways of doing things which made unusual sounds. It was really good»] Помилка: [undefined] Помилка: {{Lang}}: немає тексту (допомога): текст вже має курсивний шрифт (допомога)

Не виключено, що сюжет пісні Фредді Мерк'юрі черпав з книг Джона Толкіна.

## Концертні виконання
Пісня виконувалася гуртом на концертах з «Queen I Tour» до туру «A Day at the Races Tour». Це одна з небагатьох пісень, виконуваних на концертах гуртом задовго до їх офіційного релізу в альбомах. Пісня виконувалася гуртом повністю. Однак все ж є відмінності між студійним записом і записами з концертів. Наприклад, Мерк'юрі між рядками робив паузи, а деякі слова взагалі не промовляв. Після першого виконання приспіву музиканти різко припиняли грати, і тільки після короткої паузи, що супроводжується оплесками і радісними вигуками слухачів, Меркюрі говорив: «He gives a», і на словах «great big cry» музика поновлювалася. 
Оригінальний текст пісні
He gives a great big cry

 And he can swallow up the ocean 

 With a mighty tongue he catches flies 

 The palm of a hand incredible size 

 One great big eye has a focus in your direction 

 Now the battle is on 
Концертне виконання
He gives a great big cry 

 Swallow up the ocean 

 With a mighty tongue he catches flies 

 Palm of a hand incredible size 

 Great big eye has a focus in your direction 

 Now the battle is on

## Музиканти
- Фредді Мерк'юрі — вокал
- Браян Мей — гітара, бек-вокал
- Джон Дікон — бас-гітара
- Роджер Тейлор — ударні, гонг, бек-вокал